# Kim Do-hoon
Kim Do-Hoon (Tongyeong, 21 de julho de 1970) é um treinador e ex-futebolista profissional sul-coreano, atacante.

## Carreira
Kim Do-Hoon representou a Seleção Sul-Coreana de Futebol nas Olimpíadas de 2000.